# Miniaturen in het Getijdenboek van Katharina van Kleef

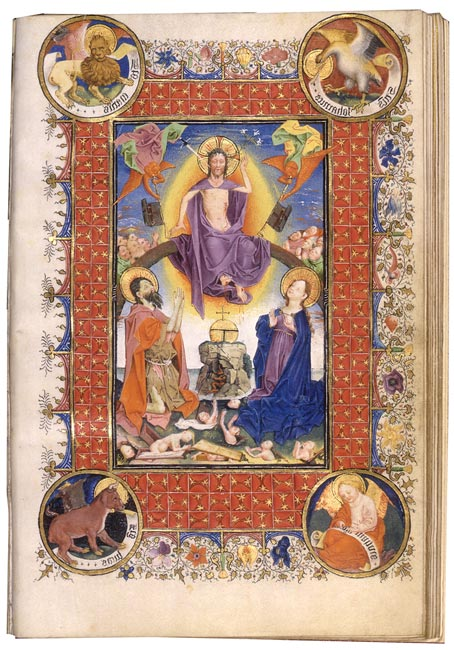
Laatste oordeel, M.917, p. 28

De Miniaturen in het getijdenboek van Katharina van Kleef uit de vroege 15e eeuw, gemaakt door een anoniem meester, vormen een verluchtingsprogramma dat een aparte plaats inneemt in de geschiedenis van de verluchting van getijdenboeken.

## Inleiding
Het Getijdenboek van Katharina van Kleef is een uit de vroege 15e eeuw daterend verlucht getijdenboek dat toebehoorde aan Katharina van Kleef en in opdracht van haar echtgenoot Arnold van Egmont of haar vader Adolf IV van Kleef-Mark rond 1440 werd vervaardigd door een tot op heden niet-geïdentificeerde Nederlandse kunstenaar, die bekendstaat als de Meester van Katharina van Kleef.
De meeste van de besproken miniaturen zijn te bekijken op de website van de Morgan Library.
Zoals in het betrokken artikel omstandig werd uitgelegd, werd het originele getijdenboek gesplitst in twee boeken die elk op zich een eigen leven gingen leiden. Het bevindt zich momenteel in twee delen in het Morgan Library and Museum in New York als de manuscripten M. 917 en M. 945. Dit laatste staat ook bekend als de Guennol Hours of ook wel de Arenberg Hours.

## Inhoud van het handschrift
John Plummer, hoofd curator van de afdeling handschriften bij de Morgan Library, heeft in 1964 een werk gepubliceerd waarin hij de originele versie van het handschrift opnieuw had samengesteld.
Het originele handschrift bevatte de volgende secties:
- f3r-f14v: Kalender
- f15r-f63v: Mariagetijden
- f64r-f97r: Officie van het Heilig Kruis
- f97vr-f109v: Zondagsgetijden van de Heilige Drievuldigheid
- f110r-f117v: Mis van de Heilige Drievuldigheid
- f118r-f130v: Maandaggetijden van de doden
- f131r-f138r: Requiem mis
- f138v-f150rv: Dinsdaggetijden van de Heilige Geest
- f150v-f157r: Mis van de Heilige Geest
- f157v-f168v: Woensdaggetijden van alle heiligen
- f169r-f176v: Mis van alle heiligen
- f177r-f189r: Donderdaggetijden van het heilig sacrament
- f189v-f197v: Mis van het heilig sacrament
- f198r-f220v: Vrijdaggetijden van de goddelijke barmhartigheid
- f221r-f229v: Mis van het heilig kruis
- f230r-f239v: Zaterdaggetijden van de Heilige Maagd
- f239v-f248v: Mis voor de heilige Maagd
- f249r-f266v: Boetepsalmen
- f267r-f303r: Dodenofficie
- f303v-f366v: Suffragia
- f367r-f368v: Gebed tot God de Vader

De inhoud van het getijdenboek is uitzonderlijk. Hoewel specifieke getijden voor de weekdagen ook voorkomen in enkele andere getijdenboeken die in Vlaanderen werden gemaakt, is dit zeker niet het geval voor Nederland. De combinatie met specifieke missen voor de weekdagen komt niet voor, noch in de Nederlanden noch in Frankrijk. Er zijn enkele gevallen bekend uit Italië. In het handschrift BnF Latin 757, dat omstreeks 1385 in Lombardije gemaakt werd voor Bertrando di Rossi, Conte di San Secondo, vindt men dezelfde combinatie van weekgetijden, normale grote getijden en missen terug. De weekgetijden hebben, op het vrijdaggetijde na, trouwens dezelfde indeling als in het Getijdenboek van Katharina van Kleef, evenals de missen gebonden aan de weekdagen. Wel komen in dit handschrift nog een behoorlijk aantal andere missen voor die op bepaalde feestdagen moesten gelezen worden.
Het Boucicaut getijdenboek bevat wel missen maar geen weekgetijden en in de Bedford getijden zijn dezelfde weekgetijden opgenomen als in de Katharina getijden, maar geen missen.  In het getijdenboek van Bianca van Savoye (Bayerische Staatsbibliothek München 23215) komen ook missen en getijden voor. Missen kan men ook terugvinden in het Savoye-getijdenboek, maar daar zijn de missen op latere datum toegevoegd in opdracht van Karel V van Frankrijk die het boek kocht na 1361. Ook in de Petites heures du duc de Berry, waarvan de inhoud sterk doet denken aan die van de Savoye-getijden, kan men weekgetijden en missen terugvinden. Wieck vermoedt trouwens dat de Savoye-getijden model hebben gestaan voor deze Petites Heures. Maar de weekgetijden in de Petites Heures verschillen van die in het getijdenboek van Katharina. Verder zijn er buiten het Smith-Lesouëf getijdenboek, waarvoor BnF 75 model zou gestaan hebben, geen gelijkaardige combinaties van weekgetijden en missen bekend.
Wat men alleszins kan stellen is, dat het opnemen van weekgetijden met uitvoerige verluchting voornamelijk voorkwam bij de zeer rijke hoge adel waarvoor een dergelijk getijdenboek zonder twijfel ook een prestigeobject was.
Ook al zou BnF 757 inhoudelijk model hebben gestaan voor de getijden van Katharina van Kleef, is de verluchtingscyclus zeker niet gelijklopend. In BnF 757 worden de weekgetijden ingeleid met een miniatuur uit het scheppingsverhaal, de Mariagetijden worden geïllustreerd met miniaturen uit het passieverhaal.
Friedrich Gorissen maakt de conclusie dat men voor de inhoud waarschijnlijk is uitgegaan van het Italiaanse model, misschien op een handschrift uit de kring van Maria van Bourgondië, dochter van Jan zonder vrees en moeder van Katharina. Het feit dat haar tante, Anne van Bourgondië, een qua inhoud vrij gelijkaardig boek bezat (Bedford getijden), wijst ook in die richting, maar dit blijft speculatie.

## Verluchtingsprogramma
In de hoofding van elke tabel staat "Tp" voor "type miniatuur": V(olblad) of K(lein) en "Bk" voor het originele boek: G(uennol of M.945) of M(organ of M.917). Naast de naam van het getijde staat een referentie naar de website van de Morgan Library, waarop u kunt klikken om de miniatuur te bekijken.

### Mariagetijden

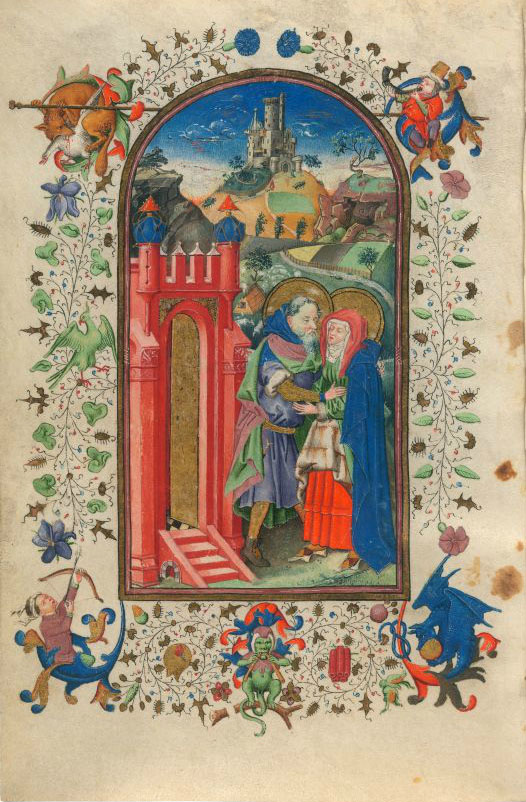
Ontmoeting van Joachim en Anna bij de Gouden Poort, Morgan Library M.917 p. 144

Het verluchtingsprogramma van de Mariagetijden wijkt sterk af van wat gebruikelijk is in getijdenboeken uit de Nederlanden en Frankrijk. De Franse versie van de verluchting van de Mariagetijden ziet er als volgt uit:
- Metten: De annunciatie[11]
- Lauden: Visitatie[12]
- Priem: Geboorte van Christus
- Terts: Verkondiging aan de herders
- Sext: Aanbidding der wijzen
- None: Opdracht in de tempel
- Vesper: De vlucht naar Egypte
- Completen: De kroning van Maria

Volgens de Vlaamse traditie werd de vesper meestal aangekondigd met de ‘Moord op de onnozele kinderen’ en de completen met de ‘Vlucht naar Egypte’. Er bestaan ook andere cycli waar de onderdelen van de Mariagetijden worden ingeleid met telkens twee miniaturen: één uit het levensverhaal van Maria zoals hierboven beschreven en een andere uit het passieverhaal. Men ziet onmiddellijk dat hier een compleet ander schema werd gevolgd. 
| Getijde   | Tp | Bk | Fol. | Miniatuur | Boord |
| --------- | -- | -- | ---- | --- | --- |
| Metten    |    |    |      | | |
|           | V  | G  | f1v  | Catherina geknield, biddend tot de H. Maagd in een mandorla van gouden stralen | Florale rand met wapenschilden |
|           | V  | G  | f2r  | Aankondiging van de geboorte van Maria aan Joachim | Florale rand met wapenschilden. In de bovenmarge probeert een wildeman een konijn te vangen en in de ondermarge is een rustend hert afgebeeld.                                             |
| Lauden    |    |    |      | | |
|           | V  | ?? | ??   | Hier ontbreekt waarschijnlijk een volblad miniatuur | |
|           | K  | G  | f11r | Drie zingende engelen met een banderol met "Te deum Laudamus" | Gouden erwten in de peul (vruchtbaarheid ?) |
| Priem     |    |    |      | | |
|           | V  | M  | p144 | Ontmoeting van Joachim en Anna bij de Gouden Poort | Florale rand met jachttaferelen en grotesken |
|           | K  | G  | f20r | De geboorte van Maria, zicht in de kraamkamer, een vroedvrouw geeft het gebusselde kind aan Anna | Florale rand met bijenkorven |
| Terts     |    |    |      | | |
|           | V  | G  | f23v | Maria wordt door Anne en Joachim naar de tempel gebracht | Florale rand met een vos en een pauw |
|           | K  | G  | f24r | Jozef wordt in de tempel uit zeven kandidaten uitgekozen als de verloofde van Maria. De miniatuur toont het mirakel van de twijg. Volgens de legende zouden de priesters van de tempel een echtgenoot voor Maria uitgezocht hebben door aan de zeven kandidaten een twijg te geven. Die van Jozef ging bloeien en hij was dus de aangewezen verloofde. | Florale rand met een man die met een bijl zwaait. |
| Sext      |    |    |      | | |
|           | V  | G  | f27v | Het huwelijk van Maria en Jozef wordt ingezegend in de tempel | Florale rand met grotesken |
|           | K  | G  | f28r | De engel Gabriël wordt door God de Vader op boodschap gestuurd naar Maria | Florale rand met grotesken |
| None      |    |    |      | | |
|           | V  | G  | f31v | Annunciatie | Florale rand met grotesken |
|           | K  | G  | f32r | Visitatie | Florale rand met grotesken; onderaan ziet men Jezus en Johannes de Doper die als kleuters samen aan het spelen zijn. Johannes vangt vogels met een slagnet en Jezus fungeert als lokvogel. |
| Vespers   |    |    |      | | |
|           | V  | G  | f35v | Jozef en Maria aanbidden het kindje Jezus dat op een doek voor de stal ligt, op het achterplan ziet men de boodschap aan de herders. De Meester van Flémalle ligt aan de oorsprong van deze iconografie. | Florale rand met grotesken |
|           | K  | G  | f36r | De vlucht naar Egypte | Florale rand met een zwaan en een boerin die aan het karnen is. |
| Completen |    |    |      | | |
|           | V  | M  | p156 | De apostelen rond het sterfbed van Maria | Florale rand |
|           | K  | G  | f42r | Hemelvaart van Onze Lieve Vrouw; Maria wordt door twee engelen naar de hemel gevoerd, waar ze wordt opgewacht door God de Vader | Florale rand met een aapje en een fluitspeler. |

### Kruisgetijden

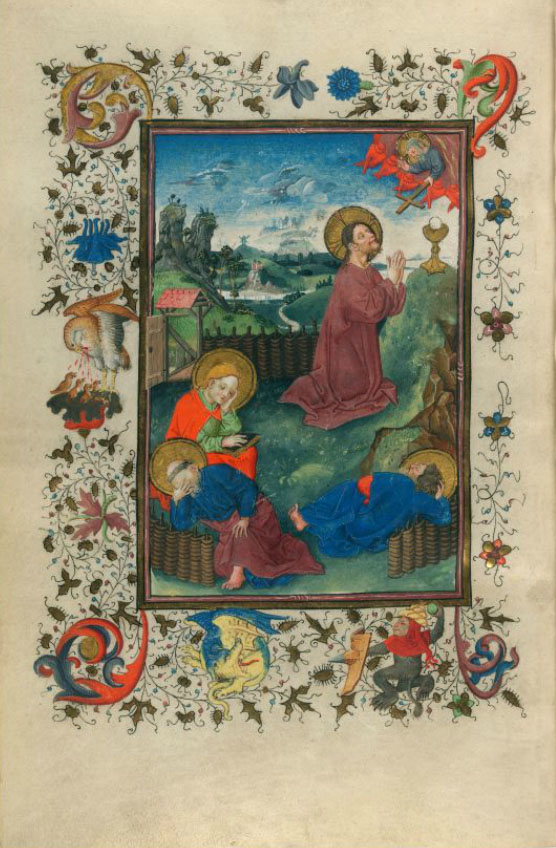
Jezus wake in de Hof van olijven, Morgan Library M.917 p. 120

De beeldcyclus die gebruikt werd voor de kruisgetijden is vrij traditioneel. Men vindt diezelfde cyclus terug in verscheidene getijdenboeken, onder meer in het Bedford-getijdenboek, in het Getijdenboek van Jeanne d'Évreux en in de Très belles heures de Notre-Dame. Maar ook in een aantal Noord-Nederlandse getijdenboeken komt men dezelfde of een gelijkaardige verluchtingscyclus tegen. Een mooi voorbeeld hiervan is het getijdenboek Codex 1117 van de Keulse Diocesane- en Dombibliotheek.
De cyclus van afbeeldingen die gebruikt wordt om de kruis- of passiegetijden te verluchten wordt ook dikwijls gebruikt voor de verluchting van de Mariagetijden, vooral in Italiaanse handschriften is dit frequent. In de getijden van Katharina Van Kleef heeft de verluchter, of de persoon die met hem het verluchtingsprogramma opstelde, zich gehouden aan het klassieke schema dat in Frankrijk en de Bourgondische Nederlanden gebruikelijk was, ook al ging de tekst dan misschien terug op een Italiaans voorbeeld waar men trouwens de alternatieve cyclus gebruikte voor de Mariagetijden.
| Getijde   | Tp | Bk | Fol. | Miniatuur | Boord |
| --------- | -- | -- | ---- | --- | --- |
| Metten    |    |    |      | | |
|           | V  | M  | p120 | Jezus wake in de Hof van olijven | Florale rand met onderaan een aapje dat met een groteske vecht. In de linkermarge ziet men een pelikaan die zijn jongen voedt met zijn eigen bloed, een symbool voor het offer van Christus. |
|           | K  | G  | f47r | Christus wordt gevangengenomen; de heilige Petrus het zwaard tegen Malchus, de helper van de hogepriester, met zijn attribuut, de lantaarn. | Florale rand met een figuur, verwerkt in een blad, die een lantaarn draagt, eveneens verwijzend naar Malchus.                                                                                |
| Lauden    |    |    |      | | |
|           | V  | G  | f52v | Christus voor Kaifas, met Petrus die ontkent een leerling van Christus te zijn. | Florale rand, onderaan Petrus die zijn verraad beweent. |
|           | K  | G  | f53r | De bespotting van Christus, Kaifas kijkt toe terwijl Christus, met een doek over zijn hoofd, door zijn dienaren geslagen en bespot wordt | Florale rand met een aapje en een figuurtje |
| Priem     |    |    |      | | |
|           | V  | M  | p38  | Christus voor Pilatus; Pilatus wast zijn handen om zich symbolisch onschuldig te verklaren aan de dood van Christus, die hij niet gewild zou hebben; achteraan op de muur staat de tekst "Versinnet dat ende".                                                        | Florale rand, met figuurtjes en onderaan een paar hanen |
|           | K  | G  | f58r | Christus voor koning Herodes | Florale rand |
| Terts     |    |    |      | | |
|           | V  | G  | f60v | De geseling van Christus, Pilatus staat toe te kijken; achteraan een gemijterde man, de hogepriester. | Florale rand met een groteske in de rand. |
|           | K  | G  | f61r | Bespotting en doornenkroning van Christus | Florale rand met een vos onderaan |
| Sext      |    |    |      | | |
|           | V  | G  | f63v | Kruisdraging; Men kan zien dat er twee houtblokken met spijkers via een touw om het middel van Christus ter hoogte van zijn voeten bengelen. Dit was bedoeld om extra te pijnigen, zeker bij het eventuele vallen. Dit is een typische Noord-Nederlandse iconografie. | florale rand met in de linkermarge Veronica met haar zweetdoek. |
|           | K  | G  | f64r | Voorbereiding van de kruisiging; timmerlui zijn bezig met het kruis vast te nagelen en gaten te boren voor de spijkers. Christus zelf gezeten op een rots kijkt gelaten toe, Maria rechts achteraan is helemaal ontdaan.                                              | Florale rand met een kraanvogel |
| None      |    |    |      | | |
|           | V  | G  | f66v | De kruisiging van Christus, klassieke iconografie met de heilige vrouwen en Johannes bij het kruis. Bovenaan ziet men God de Vader die toekijkt. De goede moordenaar is naar Christus toegekeerd, de slechte moordenaar is van hem afgewend.                          | Florale rand met verscheidene vogels en onderaan een biddende, wenende engel en grotesken.                                                                                                   |
|           | K  | G  | f67r | Jozef van Arimathea verschijnt voor Pilatus om de toelating tot begraven te vragen. | Florale rand met onderaan een jachtscène. |
| Vespers   |    |    |      | | |
|           | V  | G  | f69v | Kruisafname | Florale marge met bovenaan een biddende engel een onderaan een duivel. Links een dokter die een urinefles inspecteert.                                                                       |
|           | K  | G  | f70r | Lamentatie en balseming van Christus | Florale rand |
| Completen |    |    |      | | |
|           | V  | G  | f73v | Graflegging | Florale rand met een figuur die uit een kruik drinkt |
|           | K  | G  | f74r | Christus staat op uit het graf. De bewakers zijn aan het slapen. | Florale rand met onderaan een figuurtje dat op een schalmei speelt, rechts een duivel. |

### Zondagsgetijden van de Heilige Drievuldigheid

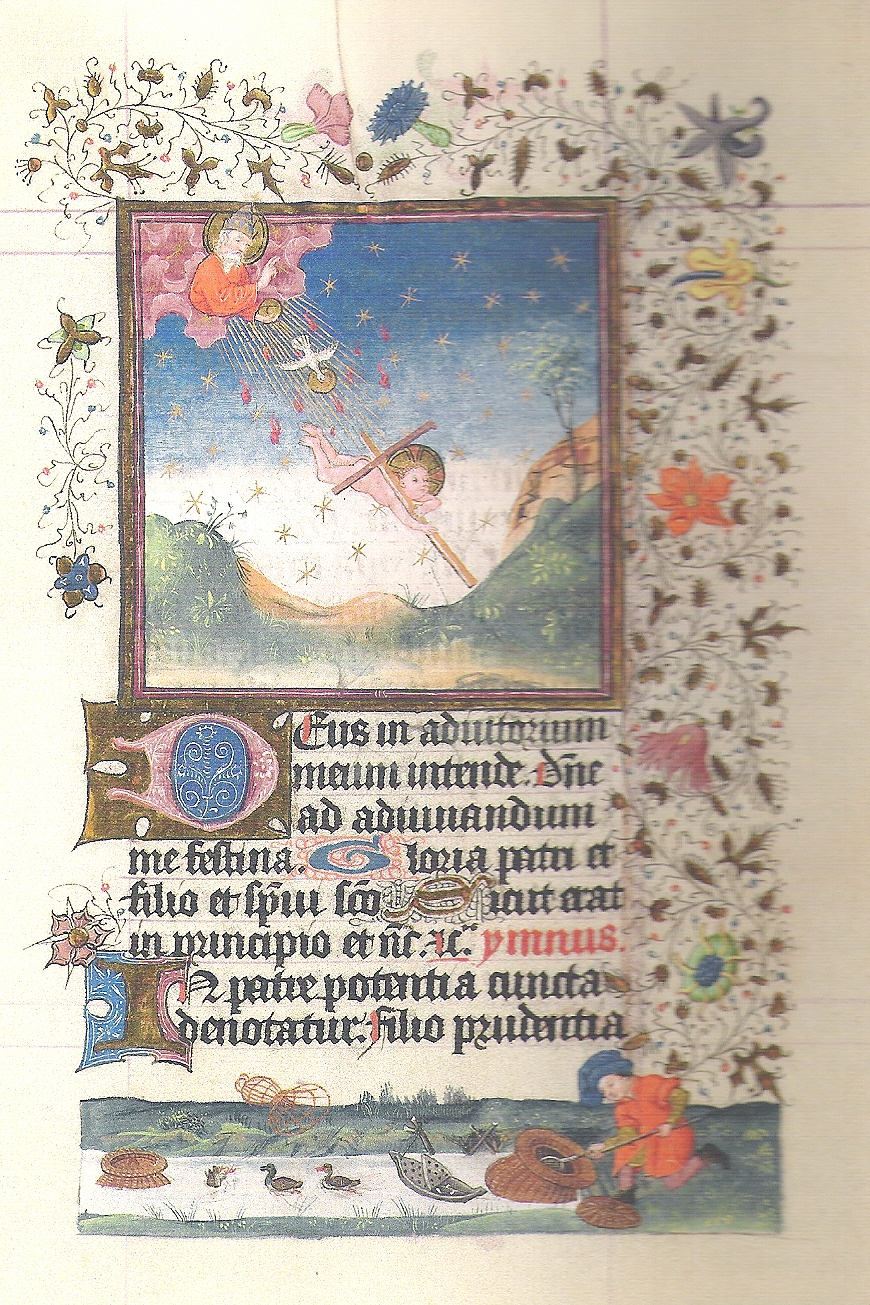
Christus als kind, die uit de hemel, van bij de Vader, met zijn kruis naar de wereld afdaalt in een gouden stralenbundel. De heilige Geest zweeft als een duif tussen Vader en Zoon, Morgan Library M.945 f85r

Deze sectie bevat de getijden zelf en een mis van de Heilige Drievuldigheid
Gezien de getijden van de Heilige Drievuldigheid op zich al vrij zeldzaam zijn kan men niet veel vergelijkingsmateriaal aanvoeren. In het BnF 757 handschrift en in de Bedford getijden zijn alleen de metten van elk daggetijde verlucht.
In de Savoye getijden vindt men  het volgende programma:
- Metten: Drievuldigheid
- Lauden: Pinkstertafereel
- Priem: de Drievuldigheid verschijnt aan Abraham
- Terts: Het visioen van Jesaja
- Sext: Het doopsel van Christus
- None: De transfiguratie op de berg Tabor
- Vespers: Een prekende apostel
- Completen: God aanbeden door de 24 ouderlingen

De Petites Heures hebben een vrij gelijkaardig programma.
Enkele miniaturen uit het Katharina getijdenboek zijn wel hoogst origineel zoals de miniatuur bij de none die hiernaast is afgebeeld.
| Getijde   | Tp | Bk | Fol. | Miniatuur | Boord |
| --------- | -- | -- | ---- | --- | --- |
| Metten    |    |    |      | | |
|           | V  | G  | f77v | De Heilige Drievuldigheid gezeten op een troon in de apsis van een kerkgebouw. Bijzonder is dat de Heilige Geest als persoon is voorgesteld.                                         | In de linker- en ondermarge waren origineel engelen afgebeeld, maar ze zijn nog nauwelijks zichtbaar.                              |
|           | K  | G  | f78r | God de Vader gezeten op een troon. | Florale rand met aan de rechterzijde druivenranken en in de rechter benedenhoek een ram die van druiven eet.                       |
| Priem     |    |    |      | | |
|           | K  | G  | f80v | God de Zoon, gezeten op een troon, met de rechterhand maakt hij een zegenend gebaar, in de linkerhand houdt hij een boek vast.                                                       | Florale rand met in de rechtermarge een vedel spelende engel en onderaan een naakte knaap die met pijl-en-boog op een vogel mikt.  |
| Terts     |    |    |      | | |
|           | K  | G  | f82r | De Heilige Drievuldigheid gezeten op een troon in de apsis van een kerkgebouw. Bijzonder is dat de Heilige Geest als persoon is voorgesteld.                                         | Florale rand met een vogelkooi en enkele vogels onderaan in de marge.                                                              |
| Sext      |    |    |      | | |
|           | K  | G  | f83v | De Heilige Drievuldigheid met de Vader en de Geest gezeten op een troon. De Zoon knielt voor de Vader, wordt door hem gezegend en krijgt een gouden kruis.                           | Florale rand met onderaan in de marge een vrouw die een kip slacht en een aap die de pappot plundert.                              |
| None      |    |    |      | | |
|           | K  | G  | f85r | Christus als kind, die uit de hemel, van bij de Vader, met zijn kruis naar de wereld afdaalt in een gouden stralenbundel. De heilige Geest zweeft als een duif tussen Vader en Zoon. | Florale rand men in de ondermarge een beekje met een man die aan het vissen is met fuiken.                                         |
| Vespers   |    |    |      | | |
|           | K  | G  | f86v | Genadestoel | Bladeren in de linkermarge, onderaan de verkenners van Mozes die terugkomen uit het beloofde land met een reusachtige druiventros. |
| Completen |    |    |      | | |
|           | K  | G  | f88r | Christus toont zijn wonden en zetelt met zijn kruis tussen de Vader en de Geest op een troon. De Heilige Geest houdt mee het kruis vast.                                             | Florale rand |
| Mis       |    |    |      | | |
|           | V  | ?? | ??   | Hier ontbreekt waarschijnlijk een volblad miniatuur | |
|           | K  | G  | f90r | Bovenaan in de miniatuur een genadestoel die door geestelijken, ridders en leken in een kerk wordt aanbeden.                                                                         | Florale rand met rechts een uil en onderaan een hert.                                                                              |

### Maandaggetijden van de doden

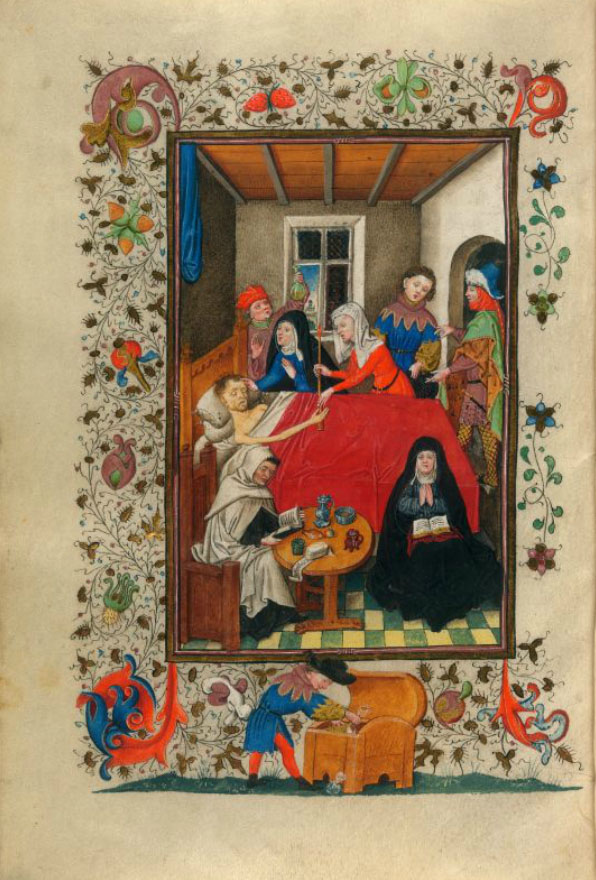
Doodsbedscène, Morgan Library M.917 p. 180

Deze sectie bevat de getijden zelf en een mis voor de doden
De miniaturen in de maandaggetijden van de doden zijn zeker geen klassieke iconografie. Het tafereel in de sterfkamer laat de conventionele benadering zien met de stervende met de doodskaars in zijn hand, de dokter die de urine nakijkt en de geestelijken die aan het bidden zijn, maar de ongeïnteresseerde jongelui achteraan rechts, waarvan er een in de bas de page in de geldkoffer zien graaien, is niet echt gebruikelijk.
Ook het gebruik van de hellemond was, in de tijd dat het getijdenboek gemaakt werd, zeker geen gemeengoed. Men gebruikte die afbeeldingen niet in getijdenboeken waarvan het cliënteel toch voor een belangrijk deel uit adellijke dames bestond, die men niet wou afschrikken met dergelijke vreselijke taferelen. In deze getijden wordt trouwens niet de hel maar het vagevuur afgebeeld.
Ook het verhalend element tussen miniaturen is blijkbaar een uitvinding van de Kleef-meester. Op de miniatuur bij de none wordt er brood geofferd op het altaar, dat door een engel afgeleverd wordt in het vagevuur op de miniatuur van de vespers.
| Getijde   | Tp | Bk | Fol.  | Miniatuur | Boord                                                                                                |
| --------- | -- | -- | ----- | --- | --- |
| Metten    |    |    |       | | |
|           | V  | M  | p180  | Doodsbedscène, In de hoek van de kamer staat de zoon van de stervende te praten met een buitenstaander. | Florale rand. In de benedenmarge ziet men de toekomstige erfgenaam in de koffer graaien.             |
|           | K  | G  | f97r  | Hellemond met gemartelde zielen in het vagevuur, let op de devote, biddende houding, dat deed men niet in de hel. | Florale rand.                                                                                        |
| Priem     |    |    |       | | |
|           | K  | G  | f99v  | Twee personen zijn bezig met het klaarmaken van een lijk voor de begrafenis. Men legt het lijk op stro, dat later kan verbrand worden. | Florale rand.                                                                                        |
| Terts     |    |    |       | | |
|           | K  | G  | f101r | Dodendienst in een kerk | Florale rand met een draakje rechts onder.                                                           |
| Sext      |    |    |       | | |
|           | K  | G  | f102v | Teraardebestelling, twee personen laten de kist in de kuil zakken, de priester staat erbij en zegent de kist met een wijwaterkwast. | Florale rand.                                                                                        |
| None      |    |    |       | | |
|           | K  | G  | f104r | Een zielenmis wordt opgedragen in een kerk. Twee mannen offeren het brood en de wijn. | Florale rand, rechtsonder een jongen met een ratel                                                   |
| Vespers   |    |    |       | | |
|           | K  | G  | f105v | Een engel brengt het geofferde brood aan drie zielen in een hellemond. Het moet hier waarschijnlijk het vagevuur voorstellen waar de zielen van de overledenen geholpen worden door de gebeden en de offeranden van de levenden.                                                             | Florale rand.                                                                                        |
| Completen |    |    |       | | |
|           | K  | G  | f107r | Een engel bevrijdt vijf zielen uit het vagevuur, voorgesteld door een hellemond. | Florale rand met in de benedenmarge de voorstelling van de vogelvangst met een lokvogel.             |
| Mis       |    |    |       | | |
|           | V  | M  | p28   | Volgens John Plummer hoorde hier de miniatuur van het laatste oordeel te komen, in de huidige presentatie van de Morgan Library staat hier een tekstbladzijde. Dit is het enige punt waar beide versies verschillend zijn. Deze miniatuur is nu geplaatst bij het begin van de boetepsalmen. | |
|           | K  | M  | p29   | De aartsengel Michaël weegt de zielen bij het laatste oordeel. | Florale rand met rechts een engel die op een vedel speelt en onderaan een kraanvogel en een draakje. |

### Dinsdaggetijden van de Heilige Geest

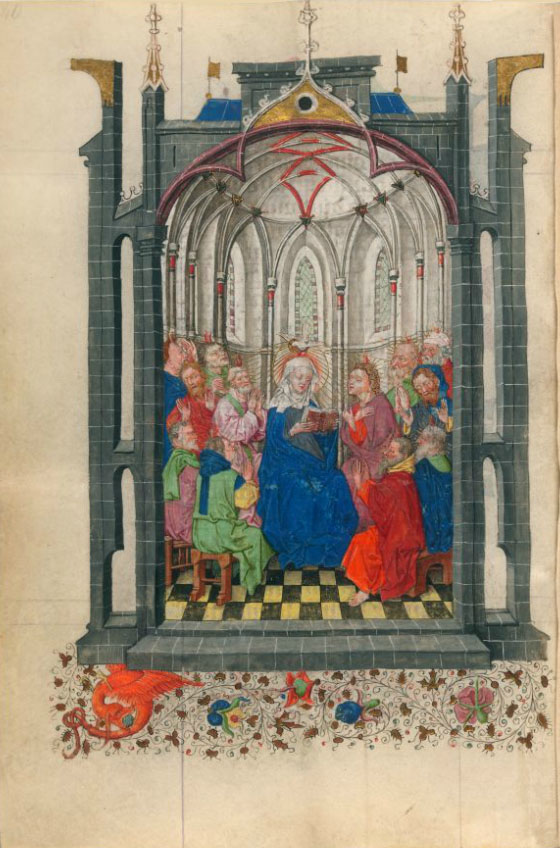
Pinkstergebeuren in de apsis van een kerk, Morgan Library M.917 p. 52

Deze sectie bevat de getijden zelf en een mis van de Heilige Geest.
Het officie van de Heilige Geest is even oud als het officie van de maagd Maria, maar er bestond geen iconografische traditie voor dit getijde. Meestal gebruikte men Bijbelse verhalen of taferelen uit de handelingen van de apostelen om de werking van de Heilige Geest te illustreren zoals de doop van Christus in de Jordaan, de nederdaling van de Heilige Geest met Pinksteren, predikende apostelen en dergelijke.
Op de eerste miniatuur na heeft de miniaturist van het getijdenboek van Katharina naar andere oplossingen gezocht. Hij, of meer waarschijnlijk zijn raadgever, heeft zich gebaseerd op de zeven gaven van de Heilige Geest. Omdat deze cyclus nieuw was en misschien niet duidelijk voor de doorsnee gelovige, heeft hij bij de meeste miniaturen een verklarende tekst toegevoegd en in verschillende miniaturen zijn ook banderollen met tekst toegevoegd, zeg maar onze moderne tekstballonnen, om het gebeuren te verduidelijken.
| Getijde   | Tp | Bk | Fol.  | Miniatuur | Boord                                                                                       |
| --------- | -- | -- | ----- | --- | ------------------------------------------------------------------------------------------- |
| Metten    |    |    |       | |                                                                                             |
|           | V  | M  | p52   | Pinkstergebeuren in de apsis van een kerk. Maria en de twaalf apostelen ontvangen de Heilige Geest | Florale rand alleen onderaan                                                                |
|           | K  | M  | p53   | De eerste gave van de Heilige geest: de wijsheid. Het oordeel van Salomon met de echte moeder die het doorhakken van het kind tegenhoudt en de valse moeder die zou laten begaan. | Florale rand met in de ondermarge een kind in een wiegje en in de marge een kraanvogel.     |
| Priem     |    |    |       | |                                                                                             |
|           | K  | M  | p57   | De tweede gave van de Heilige Geest: intellect. David knielend voor een altaar, hij bidt tot God om hem verstand te geven zodat hij de wetten van God kan begrijpen Psalm 118:34. Dat is ook de (Latijnse) tekst die op Davids banderol staat | Florale marge met een kraanvogel en grotesk.                                                |
| Terts     |    |    |       | |                                                                                             |
|           | K  | M  | p60   | De derde gave van de Heilige geest: beraad. Een koning houdt beraadslaging met drie van zijn raadgevers. | Florale rand met een kraanvogel onderaan.                                                   |
| Sext      |    |    |       | |                                                                                             |
|           | K  | M  | p73   | De vierde gave van de Heilige geest: standvastigheid. Gevecht van Jacob met de engel zoals aangegeven in de tekst boven de miniatuur. | Florale rand                                                                                |
| None      |    |    |       | |                                                                                             |
|           | K  | M  | p62   | De vijfde gave van de Heilige geest: kennis. Een leraar, met de roede in zijn hand, geeft les aan drie leerlingen, maar de nadruk ligt duidelijk meer op discipline dan op kennis. | Florale rand                                                                                |
| Vespers   |    |    |       | |                                                                                             |
|           | K  | M  | p65   | De zesde gave van de Heilige geest: vroomheid. Een dame, Katharina van Kleef, geeft aalmoezen aan de armen. Vroomheid wordt hier dus afgebeeld als liefdadigheid. | Florale rand, in de ondermarge geeft een vrouw een kom water aan Christus in de gevangenis. |
| Completen |    |    |       | |                                                                                             |
|           | K  | M  | p68   | De zevende gave van de Heilige geest: vreze des heren. Christus is hier afgebeeld als rechter, met de lelie en het zwaard aan zijn lippen, zittend op een regenboog. Voor hem een man die tot hem bidt en aan de andere kant een duivel die de rol van aanklager heeft. Bovenaan de miniatuur staat een Latijnse tekst die zegt dat de vreze Gods het begin van wijsheid is. | Florale rand                                                                                |
| Mis       |    |    |       | |                                                                                             |
|           | V  | M  | p72   | Petrus geeft mensen de kracht van de Heilige Geest door handoplegging. Verklarende tekst boven de miniatuur. | Florale rand                                                                                |
|           | K  | G  | f109r | Simon de magiër, die getuige was van de voorgaande scène, wil de macht van Petrus afkopen. Verklarende tekst boven de miniatuur. | Florale rand met onderaan een figuur die een schaap scheert.                                |

### Woensdaggetijden van alle heiligen
Deze sectie bevat de getijden zelf en een mis van alle heiligen.
| Getijde   | Tp | Bk | Fol.  | Miniatuur | Boord                                             |
| --------- | -- | -- | ----- | --- | ------------------------------------------------- |
| Metten    |    |    |       | |                                                   |
|           | V  | G  | f115v | Allerhande heiligen aanbidden God de Vader die op een zwevende troon is gezeten. Links staat de apostel Thomas, de heilige Joris, Johannes de Doper, een paus en een kardinaal. Rechts ziet men Hiëronumus, Agnes, Cecilia en twee andere vrouwelijke heiligen. | Een dubbele rechthoekige boord met daarin engelen |
|           | K  | M  | p39   | Maria zit geknield in aanbidding voor haar zoon. | Florale rand met rechts een kraanvogel.           |
| Priem     |    |    |       | |                                                   |
|           | K  | G  | f116r | Engelen aanbidden God de Vader gezeten op een zwevende troon | Florale rand                                      |
| Terts     |    |    |       | |                                                   |
|           | K  | G  | f117v | Apostelen en profeten aanbidden God de Vader gezeten op een zwevende troon | Florale rand met een valk in de linkermarge.      |
| Sext      |    |    |       | |                                                   |
|           | K  | G  | f119r | God de Vader op een troon die zweeft tussen de sterren; in de hoeken van de miniatuur zijn in een medaillon de vier levende wezens afgebeeld. | Florale rand                                      |
| None      |    |    |       | |                                                   |
|           | K  | G  | f120v | Kerkelijke en militaire heilige aanbidden God de Vader; links staan de vertegenwoordigers van de religieuze orders, rechts een aantal ridders. | Florale rand.                                     |
| Vespers   |    |    |       | |                                                   |
|           | K  | G  | p65   | Seculiere maagden links en een groep nonnen rechts, aanbidden God de Vader die gezeten is op een troon die op de wolken boven de vloer zweeft. | Florale rand                                      |
| Completen |    |    |       | |                                                   |
|           | K  | M  | p68   | De aartsengel Michaël bevecht een duivel. |                                                   |
| Mis       |    |    |       | |                                                   |
|           | V  | ?? | ??    | Hier ontbreekt waarschijnlijk een volblad miniatuur |                                                   |
|           | K  | G  | f109r | Petrus, Johannes de Doper en Sint Maarten elk met hun attributen | Acanthus rand                                     |

### Donderdaggetijden van het heilig sacrament
Deze sectie bevat de getijden zelf en een mis van het heilig sacrament.
| Getijde   | Tp | Bk | Fol.  | Miniatuur | Boord                                                                                   |
| --------- | -- | -- | ----- | --- | --------------------------------------------------------------------------------------- |
| Metten    |    |    |       | |                                                                                         |
|           | V  | ?? | ??    | Hier ontbreekt waarschijnlijk een volblad miniatuur |                                                                                         |
|           | K  | G  | f131r | Salomon deelt brood uit. Gebaseerd op Spreuken 9:5, waar wijsheid iedereen uitnodigt haar brood te delen; voorafbeelding van de Eucharistie.                            | Florale rand                                                                            |
| Priem     |    |    |       | |                                                                                         |
|           | K  | G  | f133r | Mozes en Johannes de evangelist knielen voor een monstrans. In de banderollen ziet men van Mozes een citaat uit Deuteronomium 8:3, Johannes citeert uit Apocalyps 2:17. | Florale rand, buiten de rand ziet men langs beide zijden extra banderollen.             |
| Terts     |    |    |       | |                                                                                         |
|           | K  | G  | f134v | Een priester reikt de communie uit aan het altaar. | Florale rand, buiten de rand ziet men langs beide zijden extra banderollen.             |
| Sext      |    |    |       | |                                                                                         |
|           | K  | G  | f136r | Jesaja, Aäron, Paulus en Lucas aanbidden een monstrans. In de banderollen teksten uit Exodus 12:48 voor Aäron, Korintiërs 9:28 voor Paulus, Jesaja 45:15 en Lucas 8:17. | Florale rand, buiten de rand ziet men langs beide zijden en bovenaan extra banderollen. |
| None      |    |    |       | |                                                                                         |
|           | K  | G  | f137v | Het manna regent uit de hemel. Aäron en vijf andere Israëlieten verzamelen het hemelse voedsel.                                                                         | Florale rand, buiten de rand ziet men langs beide zijden en bovenaan extra banderollen. |
| Vespers   |    |    |       | |                                                                                         |
|           | K  | G  | f139r | Het breken van het brood met de Emmaüsgangers. | Florale rand, buiten de rand ziet men langs beide zijden en bovenaan extra banderollen. |
| Completen |    |    |       | |                                                                                         |
|           | K  | G  | f140r | Een groep van Israëlieten nuttigen het paasmaal | Florale rand, buiten de rand ziet men langs beide zijden en bovenaan extra banderollen. |
| Mis       |    |    |       | |                                                                                         |
|           | V  | G  | f142v | Het laatste avondmaal; Christus reikt Judas een stukje brood aan en duidt daarmee degene aan die hem zal verraden. Met het brood gaat een klein zwart duiveltje mee.    | Florale rand, buiten de rand ziet men langs beide zijden extra banderollen.             |
|           | K  | G  | f143r | Mozes (met de horentjes), Paulus en een ander heilige kijken toe bij een eucharistieviering.                                                                            | Florale rand                                                                            |

### Vrijdaggetijden van de goddelijke barmhartigheid

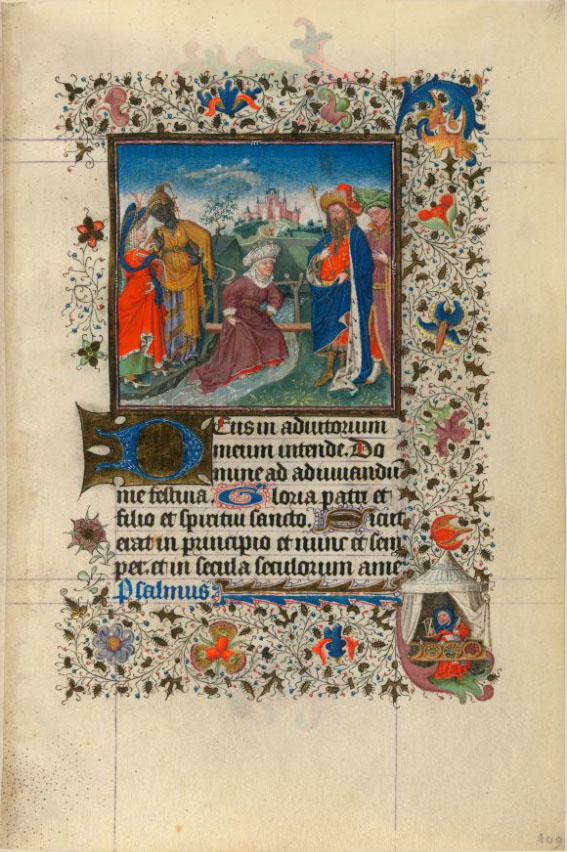
De koningin van Sheba ontmoet Salomon, Morgan Library M.917 p. 109

Deze sectie bevat de getijden zelf en een mis van het heilig kruis.
De getijden van de goddelijke barmhartigheid zijn vrij zeldzaam in getijdenboeken. Ze komen niet voor in de Savoye-getijden, noch in de Petites Heures du duc, de Berry hoewel die toch een ganse reeks exotische getijden bevatten. In het handschrift BnF Latin 757 bevatten de vrijdaggetijden de korte kruisgetijden, wat trouwens de normale cyclus was en niet de getijden van Gods barmhartigheid. De mis die er op volgde was de mis van het heilig kruis.
Dit getijde is trouwens, van de weekgetijden, het enige in de vorm van het normale getijdengebed, ook wel "lange" getijden genoemd, in tegenstelling tot de weekgetijden die men "korte" getijden noemt. De lange getijden hebben het liturgische koorgebed als basis, ze bevatten nocturnes in de metten en zijn verder samengesteld uit psalmen met antifonen, lezingen en beurtzangen. De korte getijden zijn een reeks van gebeden zonder psalmen en nocturnes en veel recenter van oorsprong (2e helft van de 14e eeuw). Voor een vergelijking van korte en lange getijden zie van Wijk.
De illustratie van deze getijden is een prachtig voorbeeld van een verhaal dat van de ene miniatuur naar de andere wordt verder verteld, het lijkt wel een stripverhaal. De miniaturist illustreert het verhaal van Adam, die op zijn sterfbed, zijn zoon uitzendt om een tak van de boom van genade uit het paradijs te gaan halen. Dan volgen de wederwaardigheden van die twijg, die zal uitgroeien tot een boom, waaruit het kruis van Christus zal gemaakt worden. Het verhaal op zich hoort thuis in de wereld van de legendes en het is dus vreemd het aan te treffen in een religieus boek.
Deze verhalenreeks sluit perfect aan bij de kruisgetijden die we normalerwijze als getijde voor de vrijdag hier hadden moeten vinden.
| Getijde   | Tp | Bk | Fol. | Miniatuur | Boord |
| --------- | -- | -- | ---- | --- | --- |
| Metten    |    |    |      | | |
|           | V  | ?? | ??   | Hier ontbreekt waarschijnlijk een volblad miniatuur | |
|           | K  | M  | p75  | Adam geeft op zijn sterfbed zijn zoon Seth de opdracht om een twijgje van de boom van barmhartigheid in het aards paradijs te gaan halen. In dezelfde miniatuur zien we Seth die op reis vertrekt. | Florale rand met in de benedenmarge een draak die vecht met een leeuw. In de rechterhoek is een tweede draak afgebeeld.                                                                                    |
| Priem     |    |    |      | | |
|           | K  | M  | p91  | Seth plaats bij zijn thuiskomst het takje van de boom in de mond van het lijk van Adam, dat in een doodskleed gewikkeld in een landschap ligt. | Florale rand met in de ondermarge een boerin die haar koe aan het melken is. |
| Terts     |    |    |      | | |
|           | K  | M  | p97  | De miniatuur toont de boom die ondertussen uit het twijgje in de mond van Adam is gegroeid door de gebarsten deksteen van het graf. | In de onderrand van de florale marge zien we de eerste broedermoord. Abel zit geknield voor het altaar waarop hij zijn offer aan God bracht en Kaïn staat op het punt om hem met een zwaard neer te slaan. |
| Sext      |    |    |      | | |
|           | K  | M  | p101 | Salomon geeft opdracht om de boom op het graf van Adam te vellen. Salomon en zijn gevolg kijken toe. Een graf is niet meer te bespeuren. | Florale rand. In de ondermarge zien we een jongen die twee kippen aan het braden is op een spit voor een vuur.                                                                                             |
| None      |    |    |      | | |
|           | K  | M  | p105 | Een timmerman neemt de maat van de balk die uit het hout van de boom gemaakt werd om hem klaar te maken voor de bouw van de tempel. Salomon en zijn gevolg kijken toe. De legende vertelt dat de balk nooit de juiste maat had en men hem uiteindelijk gebruikte om een voetbrug te maken over een beek. | In de onderkant van de florale rand zien we een harp spelende jongen of dwerg, gezeten op de rug van een gele draak.                                                                                       |
| Vespers   |    |    |      | | |
|           | K  | M  | p109 | De miniatuur toont de koningin van Sheba die een beek doorwaadt om Salomon en zijn gevolg op de andere oever te vervoegen. De brug achter haar is de brug die gemaakt werd van het hout van de boom op Adams graf. Volgens de legende herkent de koningin dit hout als het kruishout waaraan de Messias zal sterven. Ze vertelt dit aan Salomon, die daarop de brug laat afbreken en het hout laat begraven. | In de linkerbenedenhoek van de florale rand, ziet men een marktkraamster die achter haar uitgestalde waren zit te spinnen.                                                                                 |
| Completen |    |    |      | | |
|           | K  | M  | p114 | Een miraculeuze genezing aan de bron van Bethesda. Dit is een vervolg op het verhaal van het kruishout. Op de plaats waar Salomon het kruishout liet begraven welde een bron op waar miraculeuze genezingen gebeurden als een engel het water deed bewegen. | Onderaan in de florale boord ziet men Christus die de voeten van Petrus wast. |
| Mis       |    |    |      | | |
|           | V  | ?? | ??   | Hier ontbreekt waarschijnlijk een volblad miniatuur | |
|           | K  | M  | p121 | Christus staande op het neerliggende kruis. | In de ondermarge van de florale rand ziet men een afbeelding van Christus in de wijnpers. Het uitgeperste bloed stroomt in een kelk.                                                                       |

### Zaterdaggetijden van de Heilige Maagd

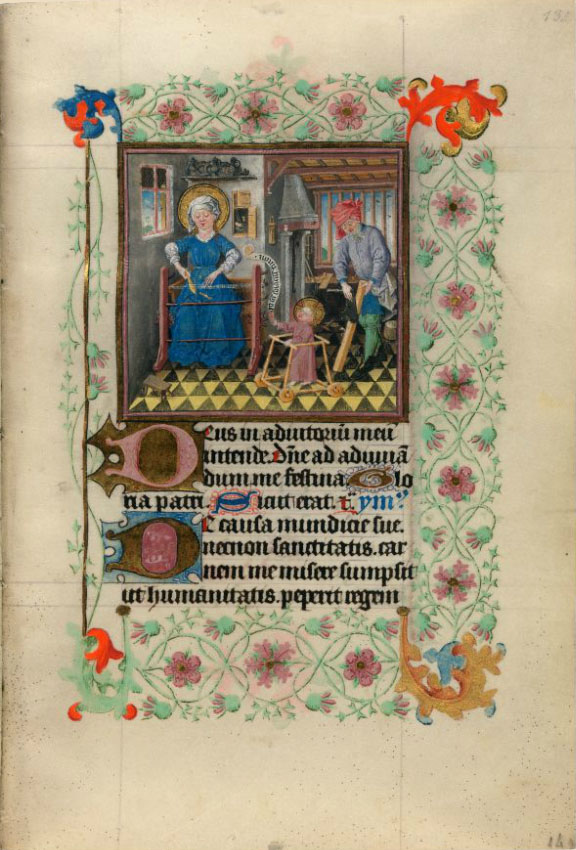
De heilige familie aan het werk, Morgan Library, M.917 p. 161

Deze sectie bevat de getijden zelf en een mis voor de heilige Maagd.
| Getijde   | Tp | Bk | Fol. | Miniatuur | Boord |
| --------- | -- | -- | ---- | --- | --- |
| Metten    |    |    |      | | |
|           | V  | M  | p138 | De schepping van Eva | Randversiering driezijdig met bladeren en één zijde met bloemknoppen.                                                     |
|           | K  | M  | p139 | Eva en Maria, de nieuwe Eva, bij de boom van kennis van goed en kwaad. | Florale rand. |
| Priem     |    |    |      | | |
|           | K  | M  | p148 | De boom van Jesse, met Maria de Virga Jesse in de top. | Randversiering met gebladerte.                                                                                            |
| Terts     |    |    |      | | |
|           | K  | M  | p145 | Joachim en Anne, de ouders van Maria. Een voorstelling van de onbevlekte ontvangenis van Anne, die in de iconografie zelden voorkomt. | Randversiering met gebladerte.                                                                                            |
| Sext      |    |    |      | | |
|           | K  | M  | p149 | De heilige familie aan het werk. De miniaturist toont Maria aan het weefgetouw en Jozef die een balk aan het schaven is. Jezus loopt rond in een looprekje, in de hand houdt hij een banderol. | Randversiering met bloemknoppen en acanthus op de hoeken.                                                                 |
| None      |    |    |      | | |
|           | K  | M  | p151 | De heilige familie bij het avondeten. Jezus krijgt de borst en Jozef zit in een tonzetel zijn soep of pap uit te lepelen. In de haard zien we dat het eten klaargemaakt wordt. | Randversiering met bloemknoppen en twijgen en acanthus op de hoeken.                                                      |
| Vespers   |    |    |      | | |
|           | K  | M  | p153 | Deze afbeelding heeft ook een bijzondere iconografie. Ze toont de hemelvaart van Christus maar met Maria als de enige getuige. | Randversiering met bladeren en bloemen                                                                                    |
| Completen |    |    |      | | |
|           | K  | M  | p157 | Maria wordt door de twaalf apostelen ten grave gedragen. | Rand versierd met een netwerk van blaadjes en bloemen                                                                     |
| Mis       |    |    |      | | |
|           | V  | M  | p160 | Men ziet in deze miniatuur Maria en Katharina die beiden aan de voet van het kruis geknield zijn. In de linkerbovenhoek kijkt God de Vader neer op het tafereel. De inhoud van deze miniatuur blijkt uit de tekst in de banderollen. Katharina vraagt aan Maria voor haar te bidden. Maria vraagt aan haar zoon voor genade voor Katharina, die op zijn beurt de vraag doorspeelt aan de Vader. Die antwoordt aan de zoon dat zijn bede verhoord is. | De randversiering bestaat uit een netwerk van geknoopte banden waarover panelen met intarsia werk zijn geschilderd.       |
|           | K  | M  | p161 | De maagd Maria zit in een besloten tuin lezend in een boek. Jezus en twee engeltjes plukken de druiven die in het rasterwerk van de omheining groeien. | De randversiering bestaat uit textiel en kantwerk motieven. Onderaan ziet men een engelenkoor dat zingt uit een koorboek. |

### Boetepsalmen
| Web | Tp | Bk | Fol. | Miniatuur | Boord                                                                                                |
| --- | -- | -- | ---- | --- | --- |
|     | V  | M  | p28  | Laatste oordeel, met Christus als ultieme rechter, zittend op een regenboog. Aan christus lippen ziet men de lelie van de barmhartigheid en het zwaard van de gerechtigheid. Op de aarde knielen Maria rechts van hem en Johannes de doper links van hem; Op de voorgrond zien we de doden die opstaan uit hun graf. Deze miniatuur werd door Plummer origineel geplaatst als frontminiatuur bij de dodenmis van maandag. | Boord met florale en geometrische motieven. In de vier hoeken medaillons met de vier levende wezens. |
|     | K  | M  | p161 | Man van Smarten staande in een graftombe, voor een eredoek vastgemaakt aan het kruis en omringd door biddende Franciscanen | Florale rand met onderaan het Lam Gods                                                               |

### Dodenofficie

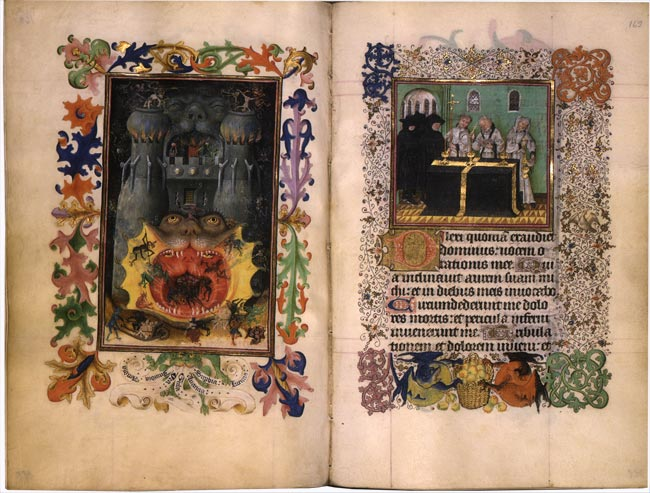
Hellemond en zegening van de overledene, Morgan Library, M945 ff 168v en 169r.

| Web | Tp | Bk | Fol.  | Miniatuur | Boord |
| --- | -- | -- | ----- | --- | --- |
|     | V  | G  | f168v | De hellemond uitgewerkt als een stadspoort | Boord versierd met bladeren en acanthus. Onderaan is een duivel afgebeeld uit wiens mond banderollen komen met de naam van de zeven hoofdzonden. |
|     | K  | G  | f169r | De miniatuur geeft een afbeelding van het zegenen van de doodskist met het stoffelijk overschot van de overledene, opgebaard onder een zwart doek met gouden kruis, door drie geestelijken. De nabestaanden, in het zwart gekleed, komen links de ruimte binnen. | Florale rand met onderaan twee draakjes die strijden om een mand met gouden appels. In de rechtermarge een duif.                                 |

### Suffragia
De Suffragia of gebeden tot de heiligen zijn uitzonderlijk uitgebreid in het getijdenboek van Katharina van Kleef, maar dit kwam meer voor bij werken gemaakt in opdracht van de hoge adel. Wat bijna nooit voorkomt is het gebruik van minstens halfblad miniaturen voor de verluchting van dit onderdeel, alleen het getijdenboek van Karel III, koning van Navarra, heeft ook halfblad miniaturen in de suffragia.
In totaal telt deze sectie 56 miniaturen. Dit onderdeel was bij de splitsing in zijn geheel overgenomen in het deel dat later gecatalogiseerd werd als M.917. De meeste heiligen zijn afgebeeld, rechtopstaande voor een eredoek of goudbehang met hun attributen, maar veel van de randversieringen waarvoor het boek befaamd is, zijn in de suffragia terug te vinden.
| Web | Pag. | Miniatuur | Boord |
| --- | ---- | --- | --- |
|     | p204 | De aartsengel Michaël vechtend tegen de duivel | Florale rand |
|     | p206 | Bewaarengel en duivel vechten om de ziel van een overledene. Het stoffelijk overschot ligt klaar om begraven te worden, de grafmaker delft de put. | Florale rand, met onderaan de rouwende weduwe |
|     | p208 | Johannes de Doper met een lam met kruisstaf | Florale rand |
|     | p210 | Petrus (apostel) met de sleutel van de hemelpoort | Florale rand met vissen onderaan |
|     | p213 | Paulus (apostel) met zwaard; | Florale rand met David worstelend met een leeuw |
|     | p214 | Andreas (apostel) met zijn kruis | Florale rand met een man die een gans de nek over snijdt |
|     | p216 | Jacobus de Meerdere (apostel) in een landschap, met zijn pelgrimsstaf en de Jakobsschelp op zijn hoed. | Florale rand met de weduwe van pag. 206 en een geestelijke. Ze vertrekt op bedevaart naar Compostella (?). We zien haar onderweg op pagina 221. |
|     | p218 | Johannes de evangelist met een kelk met een adder erin, verwijzend naar de legende dat hij een gifbeker dronk zonder gevolg. | Florale rand met Johannes in een ketel kokende olie waar hij op miraculeuze wijze ongeschonden uitkwam. |
|     | p221 | Thomas (apostel) met een speer | Florale rand met de weduwe van pag. 216 onderweg op haar bedevaart |
|     | p224 | Jacobus de Mindere (apostel) met een volderknuppel | Florale rand met onderaan een drinkgelag met twee mannen. Jacobus was bekend voor zijn soberheid. |
|     | p226 | Philippus (apostel) met kruisstaf en boek | Florale rand met onderaan het werk in een bakkerij. Philippus was de patroon van de pastei bakkers. |
|     | p228 | Bartolomeus (apostel) | Een driezijdige rand van pretzels die op hun plaats worden gehouden door vier figuurtjes in de hoeken. Aan de binnenzijde koekjes. |
|     | p231 | Mattheüs (apostel) met een winkelhaak. | Boord van rozetten in houtsnijwerk |
|     | p233 | Simon (apostel) met een zaag. | De randversiering bestaat uit visfuiken en een visnet aan de binnenzijde. |
|     | p235 | Mattias (apostel) met een bijl | In de boord met klimopblaadjes, drie swastika’s samengesteld uit Matthias bijlen. |
|     | p237 | Aanbidding der wijzen, aan de kerststal met in de achtergrond een bergachtig landschap met een stadje, kasteel en een windmolen. De tweede wijze duidt de ster aan die ze gevolgd hebben. | In de rand is de rozenkrans van Katharina afgebeeld. Op de beurs die onderaan de rozenkrans is bevestigd zien we haar initialen "CD" van Catherine Duchesse of Catharina Duxissa.                                                                                               |
|     | p240 | Gregorius de Grote met tiara en kruisstaf. | In de rand zijn muntstukken uit de tijd van Katharina afgebeeld. |
|     | p242 | Hiëronymus met zijn leeuw | De miniatuur en de tekst zijn afgebeeld binnen een processievaandel. |
|     | p244 | Ambrosius met bisschopsstaf en mijter | In de rand mosselen en onderaan een krab. |
|     | p245 | Augustinus met mijter en bisschopsstaf. In zijn hand houdt hij een hart. | De boord is samengesteld uit vier ketens die aan de hoeken worden vastgehouden door, afwisselend, een engel en een duivel. In het midden van elke rand loopt de keten door een hart, doorboord met twee pijlen. Om de ketens zijn banderollen gewikkeld.                        |
|     | p247 | Cornelius en Cyprianus, Cornelius met een hoorn, de tiara en de kruisstaf, Cyprianus met mijter en bisschopsstaf, houdt een zwaard in de hand. | De rand is versierd et allerlei vogelkooien. |
|     | p249 | Antonius in een landschap naast zijn kluis. In de hand houdt hij een boek en in zijn rechterhand een wandelstok met een bel eraan. Zijn varkentje is ook afgebeeld. | De rand ziet eruit als een stenen boord met uitgekapte bladeren die gekleurd zijn. |
|     | p253 | Fabianus en Sebastiaan, Fabianus als paus met tiara, kruisstaf en een zwaard. Sebastiaan is aan een zuiltje vastgebonden en zijn bovenlichaam is met pijlen doorboord. | De rand is versierd met allerlei soorten bogen, pijen en pijlhouders. |
|     | p256 | De bekering van de heilige Hubertus. We zien Hubertus te paard en het hert met een kruis tussen zijn gewei, met de geheven voorpoten gekruist. | In de florale boord ziet men onderaan een hertejong dat aangevallen wordt door een arend. |
|     | p258 | De marteldood van Erasmus. In een bar landschap wordt Erasmus afgebeeld, vastgebonden op een plank. De beulen wikkelen zijn darmen op een windas. | Florale boord, met onderaan een jongen die speelt met een stokpaard. |
|     | p262 | Achatius en de tienduizend martelaren. De afbeelding toont de halfnaakte Romeinse soldaten die, van een klip, op de doornstruiken werden geworpen. Accasius afgebeeld als bisschop en niet als Romeins centurion, kijkt toe van opzij met aan zijn voeten drie leeuwtjes, die niet bij zijn normale attributen horen | In de boord vindt men portretten van de twaalf apostelen, met een lange banderol die ertussen doorloopt. Op de banderol staat een verkorte versie van de geloofsbelijdenis van de apostelen.                                                                                    |
|     | p264 | Blasius als bisschop, met een wolkam over zijn schouder. | Boord versierd met bladeren. |
|     | p266 | Laurentius gekleed als diaken met een rooster. | Een ketting van vissen die in mekaars staart bijten en onderaan vishaken waaraan twee trosjes kleine visjes hangen. |
|     | p268 | Vincentius gekleed als diaken, met over zijn schouder een stok met drie haken. | Boord versierd met gevlochten twijgen met blaadjes en vlinders ertussen. |
|     | p269 | Valentijn gekleed als diaken en met een zwaard | Boord met blaadjes en onderaan twee libellen die een vlieg opeten. |
|     | p271 | De steniging van Stephanus gesitueerd in een landschap. Vanuit de hemel wordt Stephanus door Christus gezegend. Saulus, de christenvervolger die zich later bekeerde en de apostel Paulus zou worden kijkt toe. | Florale boord met onderaan een jachtscène, een man die een wild zwijn aanvalt met een speer. |
|     | p272 | Sint Joris vechtend met de draak. De prinses die hij redde zit links op de achtergrond. Aan de rechterzijde is een kasteel of stadspoort afgebeeld. | Florale rand met in de benedenmarge een maagd met een eenhoorn. |
|     | p275 | Christoffel die een rivier doorwaadt met het kindje Jezus op zijn schouder. Links zien we een heremiet, die volgens de legende, Cristoffels weg probeerde bij te lichten met een lantaarn. | Een boord met gestileerde bladeren en onderaan zien we Samson die de stadspoorten van Gaza uit hun hengsels licht om ze mee te nemen bij zijn vlucht. |
|     | p277 | Adrianus in een harnas met in zijn handen een zwaard en een aambeeld. | Onderaan in de boord drie gevleugelde dieren met opengesperde muilen. |
|     | p279 | Sint Maarten die aan de stadspoort, de helft van zijn mantel aan een bedelaar geeft. | In de boor ziet men ovale gouden plaatjes doorweven met banderollen. |
|     | p280 | Sint Nicolaas, gekleed als bisschop. Hij is afgebeeld zonder attributen. | De randversiering is vrij merkwaardig. Het perkament lijkt open te scheuren en laat een blauwe sterrenhemel zien. In de hoeken zijn telkens drie monsterlijke maangezichten afgebeeld die elkaar een gouden appel betwisten.                                                    |
|     | p283 | Benedictus met een benedictijns habijt. | Rand met twijgen en bladeren, onderaan zien we het tafereel van de redding van de verdrinkende Placidus, een leerling van Benedictus. Hij wordt gered door Maurus, die op aangeven van Benedictus over het water loopt.                                                         |
|     | p284 | Servatius hier afgebeeld als Bisschop. Hij houdt twee sleutels in de hand, die hij volgens de legende van Sint Pieter zou gekregen hebben. | Acanthus rand met onderaan twee draken die elkaar een gouden bal betwisten. |
|     | p286 | Bernardus van Clairvaux in cisterciënzer habijt en met een abtsstaf. | De rand is versierd met een soort veren. In de rechtermarge zien we een hoofd dat gekroond wordt door een hand die uit de veer komt. |
|     | p287 | Thomas van Aquino in een dominicaans habijt, maar met gouden sterren op zijn zwarte cape. | Rand met klimopblaadjes. |
|     | p288 | Leonardus als abt, met zijn staf, een boek en handboeien | Rand met klimopblaadjes. |
|     | p290 | Alexius, de patroon van de pelgrims en de bedelaars, met een ladder in de hand, een allusie op het verhaal dat vertelt dat hij stierf onder de trappen van zijn ouderlijk huis. | Rand met twijgen met gouden stipjes met blaadjes aan, onderaan zien we de trap van het ouderlijk huis waaronder Alexius verbleef. |
|     | p292 | Anna met Maria en kindje Jezus. Anna zit op een troon, Maria op de trede ervan met Jezus op haar schoot. | In de rand is een boom van Jesse afgebeeld. Jesse ligt in de ondermarge op een rustbed te slapen. Links zingt Koning David met zijn harp een loflied en rechts ziet men de leeuw van Juda.                                                                                      |
|     | p294 | Maria Magdalena met haar zalfpot in de hand. | De rand is gevuld met medaillons, gevormd door banderollen, met engeltjes erin. In het centrale medaillon in de bovenrand prijkt God de Vader. In de linkermarge is Magdalena nog eens afgebeeld.                                                                               |
|     | p296 | Catharina van Alexandrië met achter har het rad en links van haar, ineengedoken op de grond, de beul met het zwaard. | Gebladerte rand met onderaan een berenwelp. |
|     | p298 | Barbara, naast een toren afgebeeld | De rand is gemaakt met gevlochten takken. Onderaan bevindt zich een dier met lange stekels. |
|     | p300 | Agnes met een lammetje en een bloemenkrans op het hoofd. | In de rand wordt een parelsnoer versierd met gouden plaquettes getoond. Dit parelsnoer kan een halssnoer of eenruidskroon geweest zijn. |
|     | p302 | Dorothea met een bloemenkrans in het haar en een fruitmandje in de hand. | De rand bestaat uit een gouden lattenrooster, rustend op het muurtje dat de paradijstuin afsluit, met wijnranken ertussen. Onderaan zien we twee engelen die musiceren in het aards paradijs aan de bron waar de vier stromen ontspringen, maar er zijn er maar twee afgebeeld. |
|     | p304 | Apollonia met een kroontje of een diadeem op het hoofd. Ze houdt een ijzeren tang vast waarin een tand geklemd is. In de vloertegels zijn blaffende honden afgebeeld, maar het verband met Apollonia is niet duidelijk.                                                                                              | Ranken en bloemen als randversiering. |
|     | p306 | Agtha houdt in haar rechterhand het symbool van haar marteling vast, een ijzeren tang met een afgerukte borst. | De rand bestaat uit weefwerk motieven en onderaan kan men haar monogram zien, samengesteld uit gouden vlechtwerk en doosjes met juwelen. Ze was patrones van de wevers en van de smeden.                                                                                        |
|     | p308 | Cecilia wordt hier niet afgebeeld met haar gebruikelijke attributen, muziekinstrumenten, maar met een valk op de hand die ze aan het voederen is. | De rand bestaat uit vier grote vogelveren met daarop de gouden initialen C en D herhaald. De betekenis hiervan is onduidelijk. |
|     | p310 | Lucia met haar hals doorboord met een zwaard. | De rand bestaat uit een soort halssnoer of gordel, met aan elke ruitvormige schakel twee gouden plaatjes met de tekst "Luciae virginis" (van Lucia de maagd). |
|     | p313 | Scholastica, gekleed als benedictijnse abdis, met staf en boek. | Florale rand, met onderaan twee jongens die een vogel proberen te vangen. |
|     | p315 | Gertrudis in het gewaad van een augustijnse non. In de vloertegels zijn ratten en schematisch uitgewerkte muizenvallen afgebeeld | De boord is versierd met wijnranke. In een tuin wordt een slapende marskramer afgebeeld wiens tas net is gestolen door een duivel. |
|     | p316 | Martha, de zus van Lazarus, wordt afgebeeld als de huisvrouw. | Onderaan in de florale rand, is een vrouw aan het spinnen. |
|     | p318 | Helena met het kruis van Christus dat zij volgens de legende zou teruggevonden hebben. | Randversiering met twijgjes, blaadjes en bloemknoppen. |
|     | p321 | Elizabeth van Hongarije voorgesteld bij het uitdelen van handboeien. | Florale rand met twijgen, bloemen en aren. |

## Margeversiering
Nagenoeg elke tekstbladzijde is voorzien van margeversiering soms met eenvoudig penwerk ofwel met   een verticale staaf langs de linkerzijde van de marge die aan beide uiteinden openbloeit in een blad al dan niet met een bloem eraan . Soms zijn de bloemen of bladeren verder uitgewerkt tot een figuurtje dat uit het blad lijkt te ontspruiten . Ook de margeversiering is, evenals de tafereeltjes in de rand, zeer divers en zeer afwisselend.